# Temelucha meridionellator
Temelucha meridionellator är en stekelart som beskrevs av Aubert 1981. Temelucha meridionellator ingår i släktet Temelucha och familjen brokparasitsteklar. Inga underarter finns listade i Catalogue of Life.